# Hinoba-an
Hinoba-an é um município de  primeira classe de renda municipal (d) na província Negros Ocidental, nas Filipinas. De acordo com o censo de 1 de maio  de  2020 possui uma população de 60 865 pessoas e 14 099 domicílios.